# Lerești
Lerești è un comune della Romania di 4 898 abitanti, ubicato nel distretto di Argeș, nella regione storica della Muntenia.
Il comune è formato dall'unione di 3 villaggi: Lerești, Pojorata, Voinești.
Situato in una zona montana, Lerești è abbastanza frequentato dal turismo e sono in progetto alcuni impianti sciistici.